# Meccano

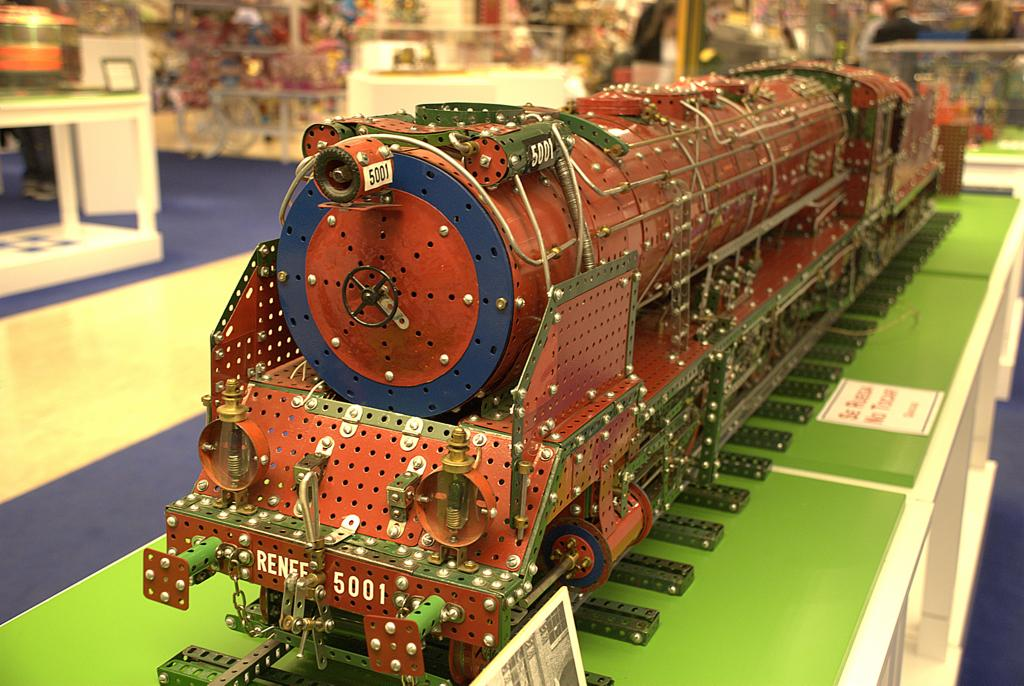
Een locomotief gebouwd van Meccano-onderdelen

Meccano is montagespeelgoed gemaakt door het gelijknamige merk Meccano, bestaande uit meer dan 400 verschillende onderdelen, te bevestigen met moertjes en boutjes.

## Geschiedenis

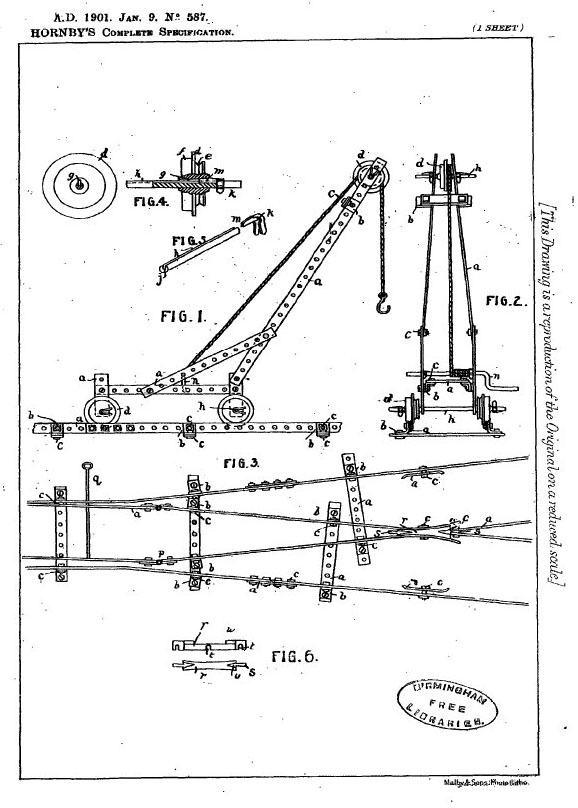
Frank Hornby's octrooi, nummer GB190100587A uit 1901, voor wat later als Meccano bekend zou komen te staan

De uitvinder van meccano is de Engelsman Frank Hornby (1863-1936), die ten tijde van zijn uitvinding boekhouder was. Hij kwam op het idee van het bouwsysteem nadat hij in 1899 was begonnen uit blik speelgoed voor zijn twee zoontjes te maken. Hij bouwde bruggen, vrachtwagens en kranen, maar de onderdelen ervan waren niet onderling uitwisselbaar. Op een gegeven moment realiseerde hij zich echter, dat als hij verwisselbare onderdelen zou kunnen maken die met boutjes aan elkaar bevestigd zouden kunnen worden, hij uit dezelfde onderdelen verschillende modellen zou kunnen vervaardigen. Wanneer hij in die onderdelen bovendien rijen gaatjes zou aanbrengen, zou hij daarin niet alleen de boutjes maar ook assen kunnen vastmaken. Daarop begon hij te experimenteren met strips van koperplaat die waren voorzien van gaten op een onderlinge afstand van een halve inch.
Eind 1900 had hij op die manier een reeks onderdelen vervaardigd waarvan hij het commerciële belang inzag. Hij patenteerde zijn uitvinding in januari 1901, nadat hij vijf pond van zijn werkgever had geleend om de kosten te dekken en noemde zijn speelgoed aanvankelijk "Mechanics Made Easy". In 1902 werden de eerste bouwpakketten verkocht, elk bestaande uit 16 onderdelen en vergezeld van een folder waarin de bouw van 12 modellen stond beschreven. In 1903 werden er 1500 pakketten verkocht, hoewel er nog geen winst werd gemaakt. Voortdurend werden nieuwe onderdelen bedacht en in 1904 waren er zes verschillende bouwpakketten. Een jaar later kwamen er nog twee bij en in 1906 werd voor het eerst een kleine winst gemaakt. Nog een jaar later konden Hornby's leveranciers de vraag niet meer aan en hij besloot daarop zijn reguliere baan als boekhouder op te geven en een werkplaats in Liverpool te openen waar hij zijn eigen onderdelen kon gaan fabriceren. In september 1907 registreerde hij de merknaam "Meccano" – mogelijk een samentrekking van "Make and Know" (maak en weet) – die vanaf dat moment op alle bouwpakketten prijkte. Op 30 mei 1908 richtte hij ook Meccano Ltd op, waarvan hij de enige eigenaar was en in 1910 liet hij het nu beroemde MECCANO-logo maken.
In 1914 werd in Liverpool een nieuwe fabriek gebouwd die zestig jaar het hoofdkantoor zou blijven en ook in andere landen kwamen vestigingen tot stand.
De productie in Engeland werd onderbroken door de Tweede Wereldoorlog, toen de fabriek in Liverpool werd ingezet ten behoeve van de strijdkrachten. Ook de Koreaanse Oorlog in 1950 leidde tot stilstand door een tekort aan metaal. Pas midden jaren vijftig zou de productie weer op volle sterkte komen.
Begin jaren zestig raakte Meccano Ltd. in financiële moeilijkheden en in 1964 werd het bedrijf opgekocht door Lines Bros Ltd. Daarna volgden nog meer overnames.

## Meccano-onderdelen
De onderdelen uit de eerste bouwpakketten waren nog tamelijk primitief: de metalen strips en platen waren vertind, hadden nog geen afgeronde uiteinden en waren niet heel sterk. Maar de fabricagemethoden werden steeds beter en in 1907 was de kwaliteit en het uiterlijk er aanzienlijk op vooruitgegaan: de metalen strips waren nu gemaakt van vernikkeld, dikker staal met afgeronde uiteinden, terwijl de wielen machinaal uit messing vervaardigd waren.
Ter gelegenheid van zijn 25-jarig octrooi introduceerde Hornby in 1926 "Meccano in Colours" met de bekende rode en groene meccano-onderdelen. Aanvankelijk waren de platen lichtrood, terwijl andere onderdelen erwtachtig groen waren. Het jaar erop werden de platen echter bourgognerood en de strips donkergroen geverfd, terwijl de wielen van messing bleven. In 1934 veranderden de kleuren opnieuw: de strips werden goudkleurig en de platen blauw met aan één zijde goudkleurige zigzaglijnen erop. Dit nieuwe kleurenschema was tot het einde van de Tweede Wereldoorlog overigens alleen in Groot-Brittannië verkrijgbaar. De oude rood-groene bouwpakketten werden nog steeds voor de export geproduceerd en na de oorlog kwamen zij ook weer in Groot-Brittannië beschikbaar.
In 1958 werd het rood-groene kleurenschema voor de platen resp. balken en stroken enz. voor een periode van zes jaar licht gewijzigd, en de zwartgemoffelde wielen werden blauw. In deze periode werden ook 90 nieuwe onderdelen geïntroduceerd, werd de verpakking gemoderniseerd, deden de eerste plastic onderdelen hun intrede (waardoor ook voertuigruiten mogelijk werden) en maakte de explosietekening in de handleiding haar debuut. In 1964 volgde de dramatische ommezwaai met de introductie van het kleurenschema geel, blauw, zwart en zilver, maar liefhebbers konden in de wat kleinere speelgoedwinkels tot in de jaren '70 nog vaak slagen voor restanten in rood en groen.
Na de overname door Lines Bros Ltd veranderde het kleurenschema opnieuw en in 1970 deden ook elektronische onderdelen hun intrede.

## Compatibiliteit
Sommige modelbouwdozen zijn verenigbaar met meccano. Een voorbeeld is het Zwitserse merk Stokys, dat al sinds 1941 bestaat. Andere voorbeelden zijn Exacto, Metallus en Temsi. O.a. Temsi had wel de beperking dat de schroefdraad van de koppel- en stelboutjes en moeren M4 was, tegen de Engelse draad nr 10 met een iets grotere spoed; ook hadden de Temsi-moertjes een normale en ook meer praktische zeskantige vorm in plaats van de karakteristieke vierkante moertjes van Meccano.

## Trivia
- Van 1922 tot 1923 werd het tijdschrift Mécano, verwijzend naar de naam van het speelgoedmerk, uitgegeven door de Nederlandse kunstenaar Theo van Doesburg.
- De Spaanse muziekband Mecano, opgericht in 1980, en de gelijknamige Amsterdamse muziekgroep uit dezelfde periode zijn vernoemd naar het speelgoedmerk.
- In 2010 werd een alternatief tracé voor de Oosterweelverbinding, een mobiliteitsproject in Antwerpen, vernoemd naar het bouwsysteem.
- In de jaren 80 werd het Meccano Gilde Nederland opgericht, een vereniging die een kwartaalblad over Meccano uitbrengt en regelmatig Meccano-bijeenkomsten organiseert.

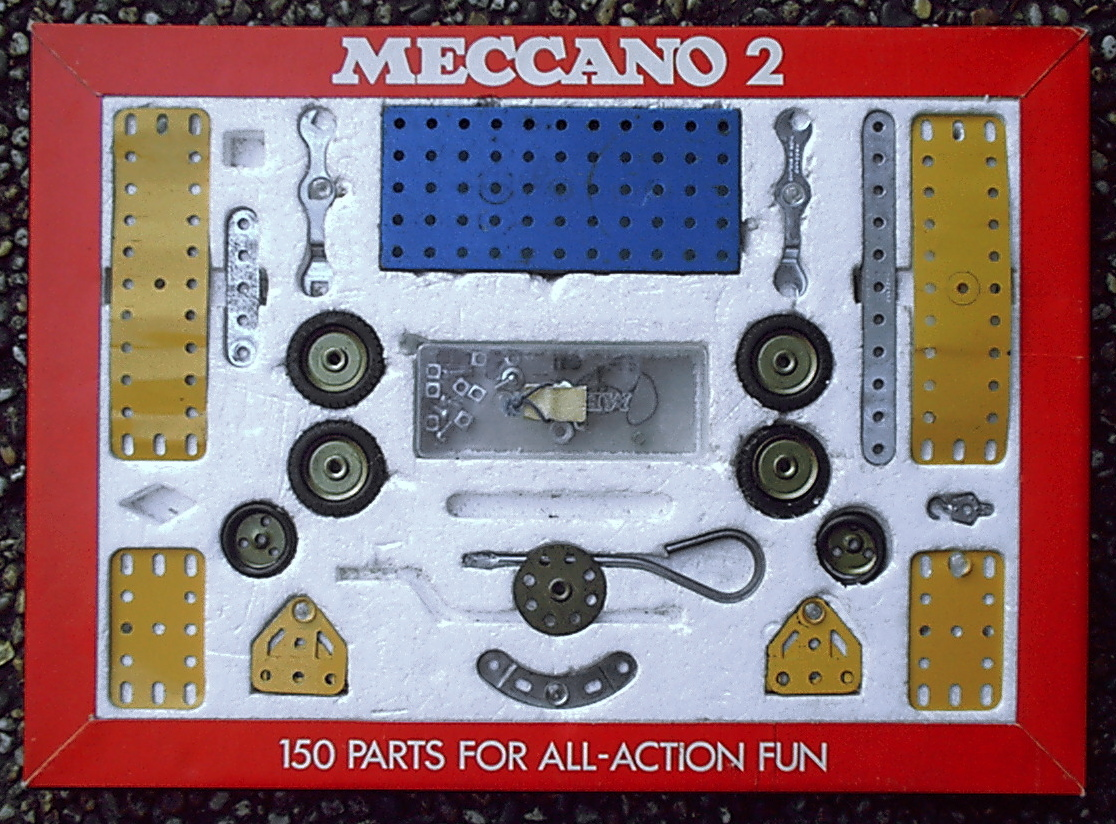
Meccanodoos uit de jaren zeventig
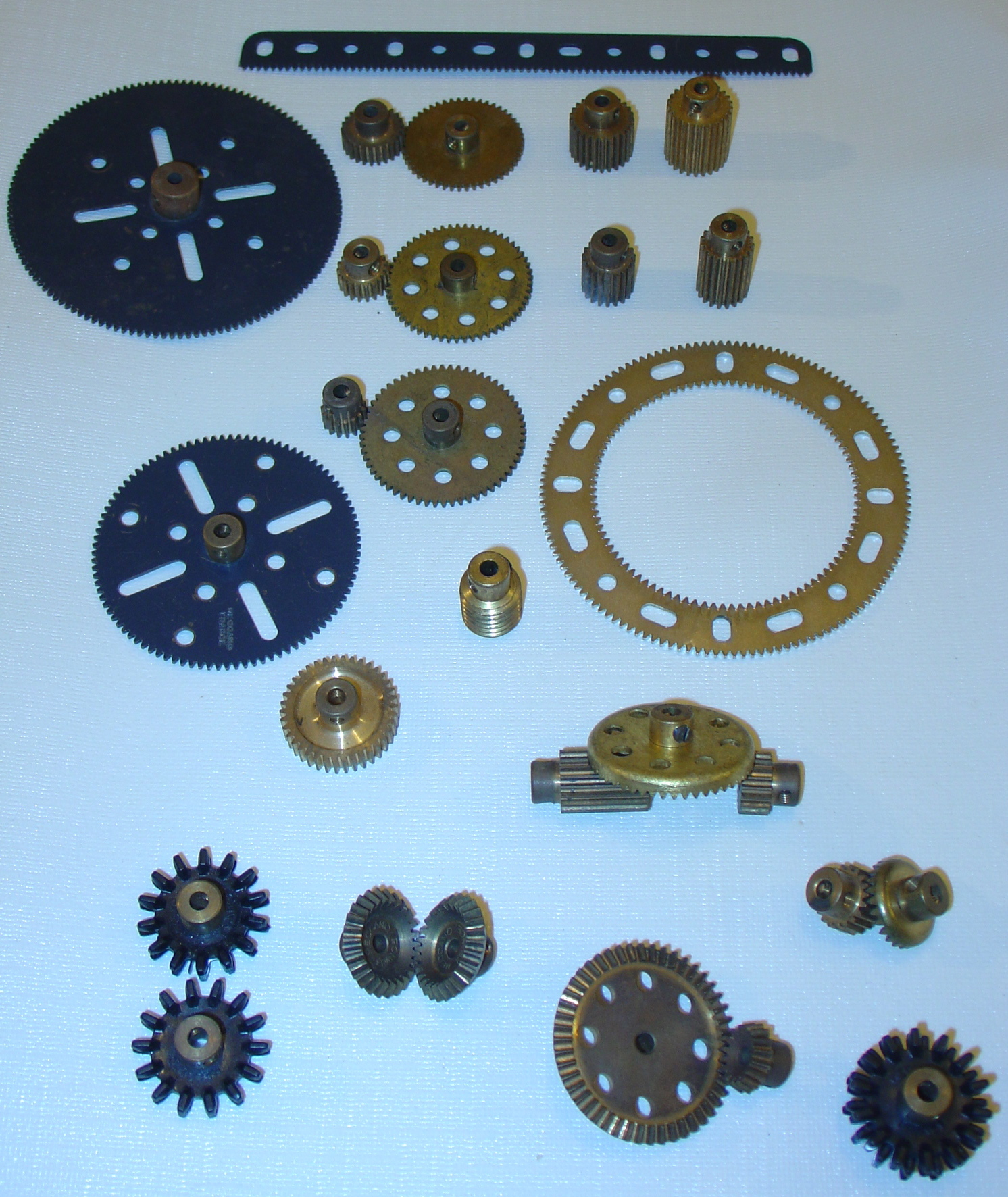
Verschillende Meccano-onderdelen
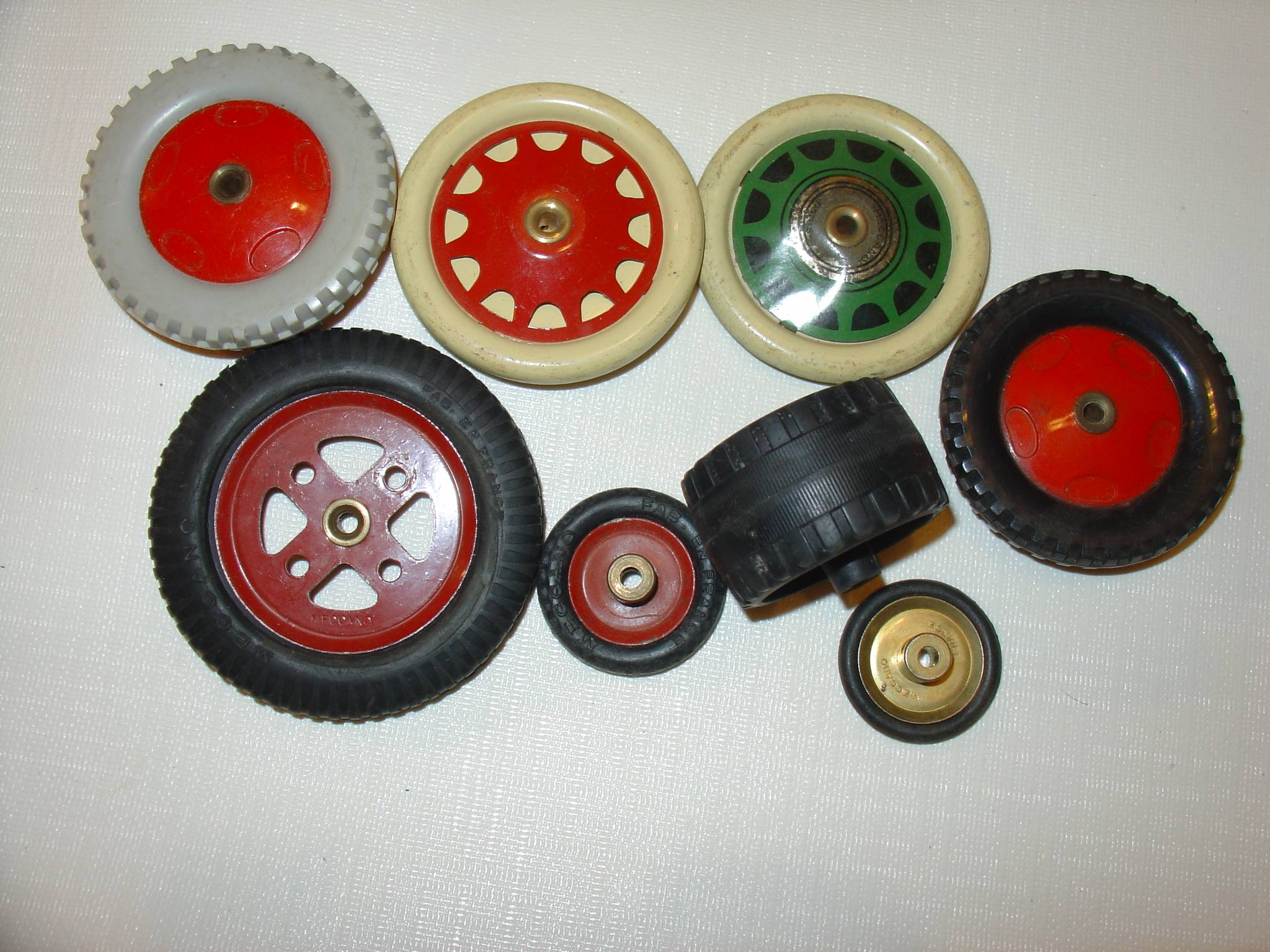
Meccanowielen
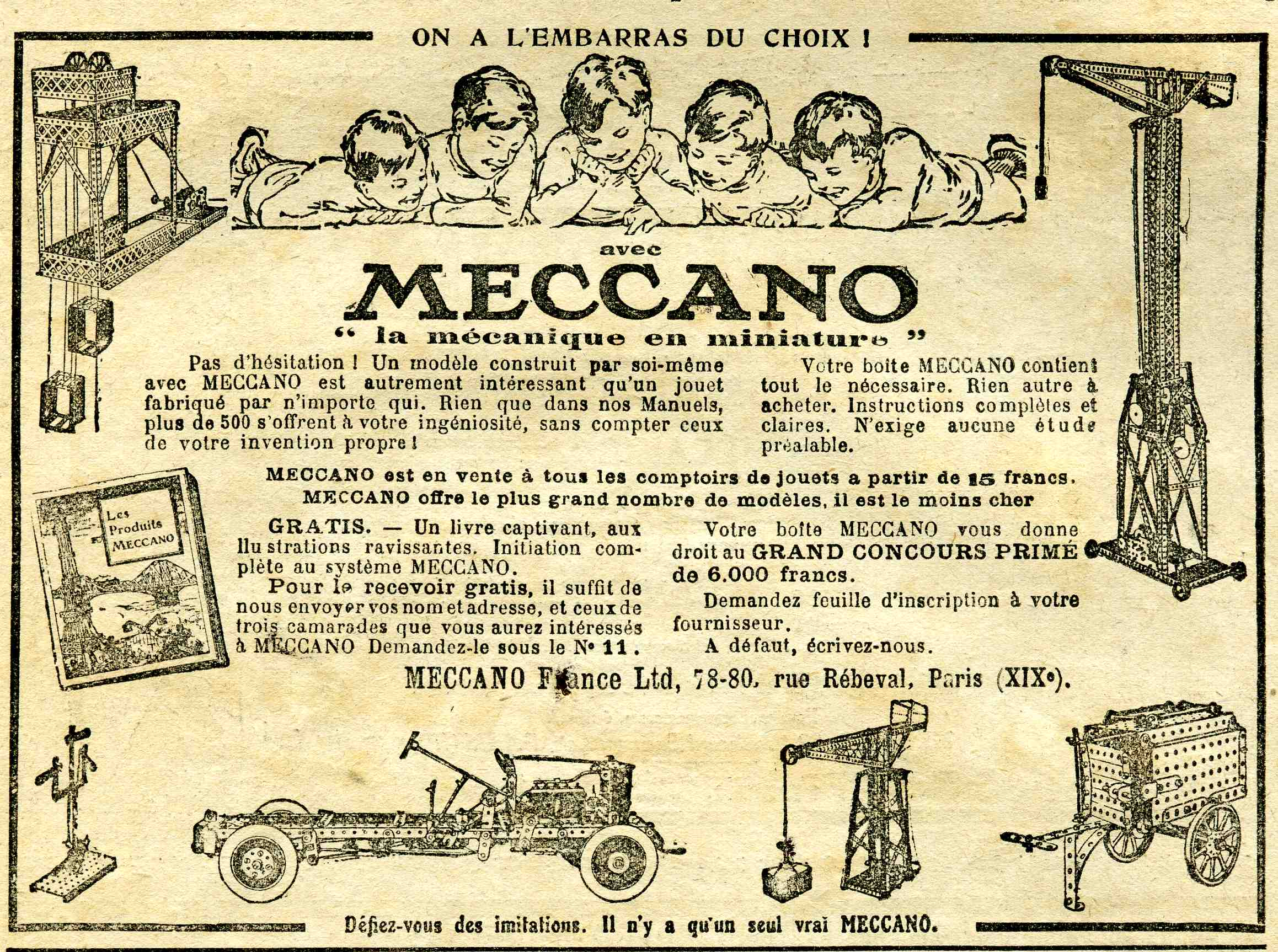
Franse advertentie uit 1922